# Путь домой (фильм, 2019)
«Путь домой» (англ. A Dog's Way Home) — семейный приключенческий драматический фильм режиссёра Чарльза Мартина Смита. Главную роль озвучивает Брайс Даллас Ховард. Выход в прокат в России состоялся 10 января 2019 года.

## Сюжет
Во время прогулки парень по имени Лукас находит очаровательного бездомного щенка и, пожалев беднягу, решает забрать его домой. Найдёныш, которого назвали Беллой, необычайно понравился домочадцам, хоть и невольно изменил привычный уклад — иногда, конечно, были разбросанные игрушки и сгрызенная обувь, но с её появлением в семью пришла радость, как от маленького шаловливого ребенка.
Повзрослев, собака начала помогать хозяину в работе — юноша брал её в реабилитационный центр, где она, как могла, старалась утешить и развлечь людей, попавших в беду, заставляя их улыбаться и забывать о собственных несчастьях, боли и травмах.
Однажды, когда Лукас находился на работе, Белла увидела на окне белку и погнавшись за ней не заметила, как увлеклась и заблудилась. Лукас нашел её, но Беллу всё-таки забрали в приют. Если Беллу повторно поймают, её усыпят, поэтому Лукасом было принято решение переехать в другой город. Он отдал собаку тёте своей девушки, пока не найдёт дом в этом городе. Но Белла очень скучала и чувствовала, что человек, которого она любит, грустит, печалится и верит в ее возвращение. Поэтому она сбежала. Преданному зверю предстоит проделать огромный путь, оказаться на волосок от смерти, спасти человеческую жизнь и завести новых товарищей среди представителей животного мира. Её хотели приютить хорошие люди, но она понимала, что должна идти, какой бы долгой и опасной ни казалась её дорога.

## В ролях
| Актёр               | Роль             |
| ------------------- | ---------------- |
| Брайс Даллас Ховард | Белла (озвучка)  |
| Эшли Джадд          | Терри            |
| Бэрри Уотсон        | Гэвин            |
| Александра Шипп     | Оливия           |
| Эдвард Джеймс Олмос | Аксель           |
| Уэс Стьюди          | Капитан Мика     |
| Кристофер Бауэр     | Курч             |
| Джона Хауэр-Кинг    | Лукас            |
| Фэрра Авива         | медсестра Мэтьюз |
| Люсия Уолтерс       | Лоретта          |
| Тэмми Гиллис        | офицер Леон      |
| Патрик Галлахер     | Тео              |
| Бен Рэтнер          | доктор Ганн      |
| Лэйн Эдвардс        | офицер Том Рукер |